# Kit Young
Kit Young, född 24 oktober 1994, är en brittisk skådespelare.
Young har bland annat medverkat i TV-serien Shadow and Bone. Han har även medverkat i filmenThe Beautiful Game.

## Filmografi (i urval)
- 2021–2023 – Shadow and Bone (TV-serie)
- 2024 – The Beautiful Game
- 2025 – Alien: Earth (TV-serie)